# Phytocoris comulus
Phytocoris comulus är en insektsart som beskrevs av Knight 1928. Phytocoris comulus ingår i släktet Phytocoris och familjen ängsskinnbaggar. Inga underarter finns listade i Catalogue of Life.